# 曼努埃尔·埃斯坎东
曼努埃尔·埃斯坎东（西班牙語：Manuel Escandón，1857年8月13日—1940年12月13日），墨西哥男子马球运动员。他曾代表墨西哥参加1900年夏季奥林匹克运动会马球比赛，获得一枚铜牌。

## 家庭
哥哥巴勃罗·埃斯坎东，弟弟欧斯塔基奥·埃斯坎东。